# Cho Youn-jeong
Cho Youn-jeong (kor. 조윤정; * 29. September 1969 in Seoul) ist eine ehemalige südkoreanische Bogenschützin und Olympiasiegerin.

## Karriere
Bei den Olympischen Sommerspielen 1992 in Barcelona wurde Cho Youn-jeong Olympiasiegerin im Einzel. Sie platzierte sich vor ihrer Landsfrau Kim Soo-nyung, die vier Jahre zuvor Olympiagold gewonnen hatte. Mit Kim und Lee Eun-kyung gewann sie außerdem die Goldmedaille im Mannschaftswettbewerb.
Im Jahr darauf wurde sie in Antalya Vizeweltmeisterin im Einzel hinter Kim Hyo-jung. Im Mannschaftswettbewerb folgte nach 1991, der zweite Mannschafts-WM-Titel.